# فرودگاه بووکتووچ
فرودگاه بووکتووچ (به انگلیسی: Bouctouche Aerodrome) یک فرودگاه خصوصی است که یک باند فرود آسفالت دارد و طول باند آن ۱۵۳۰ متر است. این فرودگاه در کشور کانادا واقع شده و در ارتفاع ۱۷ متری از سطح دریا قرار دارد.